# Pierre-Yves Martel
Pierre-Yves Martel (* 1979 in Ottawa, Ontario) ist ein kanadischer Musiker (Kontrabass, Viola da gamba) und Komponist, dessen Bandbreite sich von klassischer Musik, Jazz bis zu experimenteller und Improvisationsmusik erstreckt.

## Leben und Wirken
Martel  arbeitete seit den 2000er-Jahren in der kanadischen und europäischen Jazz- und Improvisationsszene u. a. mit Philippe Lauzier, Kim Myhr, Martin Tétreault, Carl Ludwig Hübsch, Philip Zoubek sowie mit Kiya und Ziya Tabassian. 2005 nahm er mit präparierten Kontrabass sein Debütalbum Engagement & Confrontation auf.  Gegenwärtig (2015) arbeitet er u. a. mit Éric Normand, Magda Mayas und der Formation Quartetski.
In seinen Klangforschungen setzt Martel auch die Viola da gamba ein, indem er das traditionelle Instrument in neue Kontexte setzt und dabei mit Präparationen und weiteren Gegenständen experimentiert. Ferner schrieb Martel die Musik zu mehreren  Kurzfilmen. Er lebt in Montreal.

## Diskographische Hinweise
- Pierre-Yves Martel: Engagement & Confrontation (Ambiances Magnétiques, 2006)
- Quartetski: Visions Fugitives op. 22: Quartetski Does Prokofiev (Ambiances Magnétiques, 2007), mit Gordon Allen, Philippe Lauzier, Isaiah Ceccarelli
- Philippe Lauzier, Martel, Kim Myhr, Martin Tétreault: Disparation De L'Usine Éphémere (Ambiances Magnétiques, 2008)
- Philippe Lauzier, Pierre-Yves Martel: Sainct Laurens (&records, 2009´)
- Kiya Tabassian, Pierre-Yves Martel, Ziya Tabassian: Masafat (Ambiances Magnétiques, 2009)
- Jim Denley, Philippe Lauzier, Pierre-Yves Martel, Kim Myhr, Éric Normand: Transition de Phase (Tour de Bras, 2010)
- Carl Ludwig Hübsch, Pierre-Yves Martel, Philip Zoubek: June 16th (Schraum, 2013)
- Carl Ludwig Hübsch, Pierre-Yves Martel, Philip Zoubek: Otherwise (Insub Records, 2018)